# Гор-Бут, Дэвид
Дэвид Гор-Бут (англ. David Alwyn Gore-Booth; 15.05.1943 — 31.10.2004) — британский дипломат. Старший сын барона Пола Гор-Бута.
Обучался в Итонском колледже и оксфордском Крайст-Чёрч.
На дипломатической службе в 1964—1998 годах.
В 1993—1996 годах посол Великобритании в Саудовской Аравии.
В 1996—1998 годах верховный комиссар Великобритании в Индии.
Будучи в отставке состоял директором Банка Среднего Востока HSBC, Банка Египта HSBC, и др.
Рыцарь-командор ордена Святого Михаила и Святого Георгия (1997, кавалер 1990). Королевский Викторианский орден (1997).